# Velika Pisanica
 Velika Pisanica  è un comune della Croazia di 2 151 abitanti della regione di Bjelovar e della Bilogora.